# Quite a Ride (Better Call Saul)
"Quite a Ride" es el quinto episodio de la cuarta temporada de la serie de televisión de AMC Better Call Saul, serie derivada de Breaking Bad. El episodio se emitió el 3 de septiembre de 2018 en AMC en los Estados Unidos. Fuera de los Estados Unidos, el episodio se estrenó en el servicio de transmisión Netflix en varios países.

## Trama

### Apertura
En un flashforward a 2010, Saul Goodman y Francesca Liddy limpian frenéticamente su oficina, y ella accede a estar en una cabina telefónica el 12 de noviembre a las 3 pm para recibir una llamada. Él le da dinero y la tarjeta de presentación de un abogado y le dice que si necesita ayuda, debe decir que "Jimmy" la envió. Cuando se va, Saul afirma que los últimos años han sido "un gran viaje", luego llama a Ed Galbraith para que le dé una nueva identidad.

### Historia principal
En 2003, Jimmy vende teléfonos de pago por uso a un cliente que vio su cartel de "privacidad vendida aquí".  Luego comienza a vender teléfonos prepagos en la calle, pero la empresa no tiene éxito cuando tres adolescentes, que en principio creyeron que era policía, lo asaltan. Kim atiende sus heridas mientras que a Jimmy le preocupa no darse cuenta de la intención de los adolescentes porque no estaba pensando con claridad. Promete llamar al psiquiatra que le recomendó Kim, pero al día siguiente regresa a CC Mobile y quita el letrero de la tienda.
Mike acompaña a los ingenieros a través de la lavandería para evaluarla como sitio para el laboratorio subterráneo de metanfetamina planeado por Gus Fring. Uno afirma con ligereza que puede hacer el trabajo fácilmente, pero Gus, quien ha estado escuchando desde una habitación cercana lo rechaza. Otro aspirante, el ingeniero alemán Werner Ziegler, impresiona a Gus expresando abiertamente su preocupación por el riesgo, calificándolo de difícil pero no imposible. Gus le ofrece el trabajo de planificar y supervisar la construcción del laboratorio.
Mientras Kim prospera en el entorno de su trabajo de defensa penal pro bono, Paige Novick llama desde Mesa Verde e insiste en que necesitan su ayuda de inmediato para arreglar el papeleo presentado recientemente, pero Kim revisa sus casos de defensa penal antes de responder. Al llegar a Mesa Verde, Paige le informa que el personal legal del banco tuvo que dejar todo y solucionar el problema, y le recuerda que cuando se convirtió en asesora externa de Mesa Verde, prometió que el banco sería su único objetivo. Kim se disculpa y promete que no volverá a suceder.
Jimmy se encuentra con Howard en el baño del juzgado y ve que parece aproblemado; en ello, Howard le cuenta que sufre insomnio. Jimmy ofrece el número de teléfono del psiquiatra que le recomendó Kim, pero Howard afirma que ya va a terapia, por lo que Jimmy tira el número por el inodoro. Jimmy se reúne con su oficial de libertad condicional y declara su intención de volver a ejercer la abogacía una vez que termine su suspensión de un año.

## Producción
Este es el primer episodio de Better Call Saul que incluye escenas que tienen lugar durante la narrativa de Breaking Bad, usando el set de las oficinas legales de Saul Goodman. Entre las posesiones que Saul extrae de la pared se encuentran pasaportes y una caja de zapatos con cintas de video de los comerciales de televisión de Saul Goodman, que según Bob Odenkirk, son las mismas cintas que se ven en el flashforward de la nueva identidad de Saul, "Gene", en el primer episodio.  Algunas partes del episodio se filmaron en Dog House, un verdadero restaurante de autoservicio en Albuquerque y anteriormente se usó como el lugar de reunión de Jesse Pinkman durante Breaking Bad.  La canción "Street Life" de Randy Crawford suena durante el montaje en el que Jimmy vende teléfonos móviles en la calle.
Según el escritor Thomas Schnauz, los escritores no tenían un plan establecido relacionado con la llamada telefónica planificada en la escena del flashforward. Más tarde se hizo referencia en el episodio de la sexta temporada "Breaking Bad", que fue escrito por Schnauz. Schnauz dice que la llamada no se mencionó en los guiones cuando salieron de la sala de escritores, pero Peter Gould y la escritora de "Quite a Ride" Ann Cherkis la agregaron más tarde. Al igual que Breaking Bad y a diferencia del resto de Better Call Saul, el flashforward de apertura se filmó con una cámara de cine no digital.

## Recepción
"Quite a Ride" recibió elogios de la crítica. En Rotten Tomatoes, obtuvo una calificación de 100% "fresco certificado" con un promedio de 9.62 sobre 10 en 15 reseñas. El consenso del sitio dice: "Saul se vuelve completamente Breaking Bad en un episodio emocionante y emotivo que demuestra 'Quite a Ride' ".

### Ratings
"Quite a Ride" fue visto por 1,53 millones de espectadores en su primera emisión, obteniendo un índice de audiencia de 0,4 entre los espectadores de entre 18 y 49 años.